# بنیسسدا
بنیسسدا (به اسپانیایی: Benissoda) یک شهرستان در اسپانیا است که در Vall d'Albaida واقع شده‌است.

## خصوصیات
بنیسسدا ۴ کیلومترمربع مساحت و ۳۷۱ نفر جمعیت دارد و ۳۱۹ متر بالاتر از سطح دریا واقع شده‌است.